# Pfarrkirche Großlobming

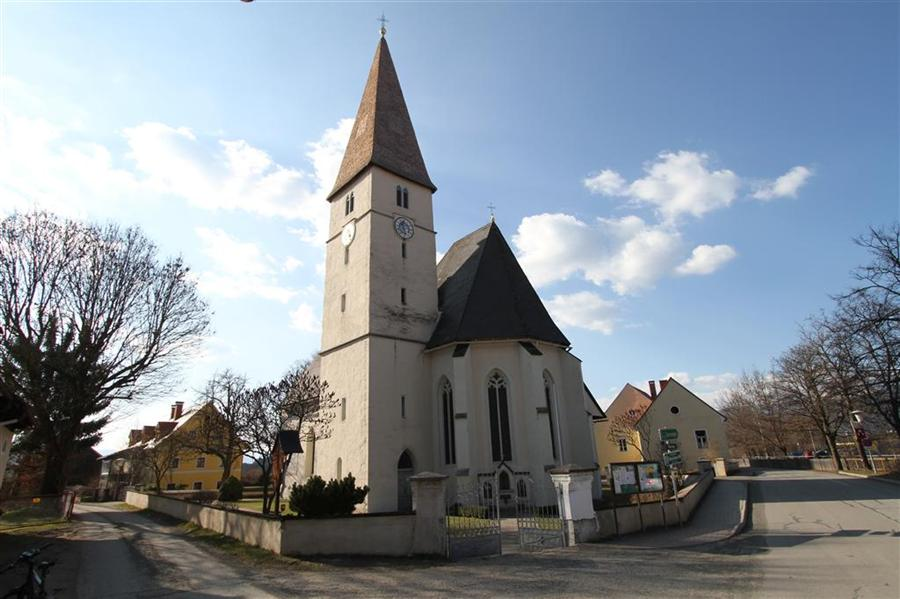
Katholische Pfarrkirche hl. Lampert in Großlobming

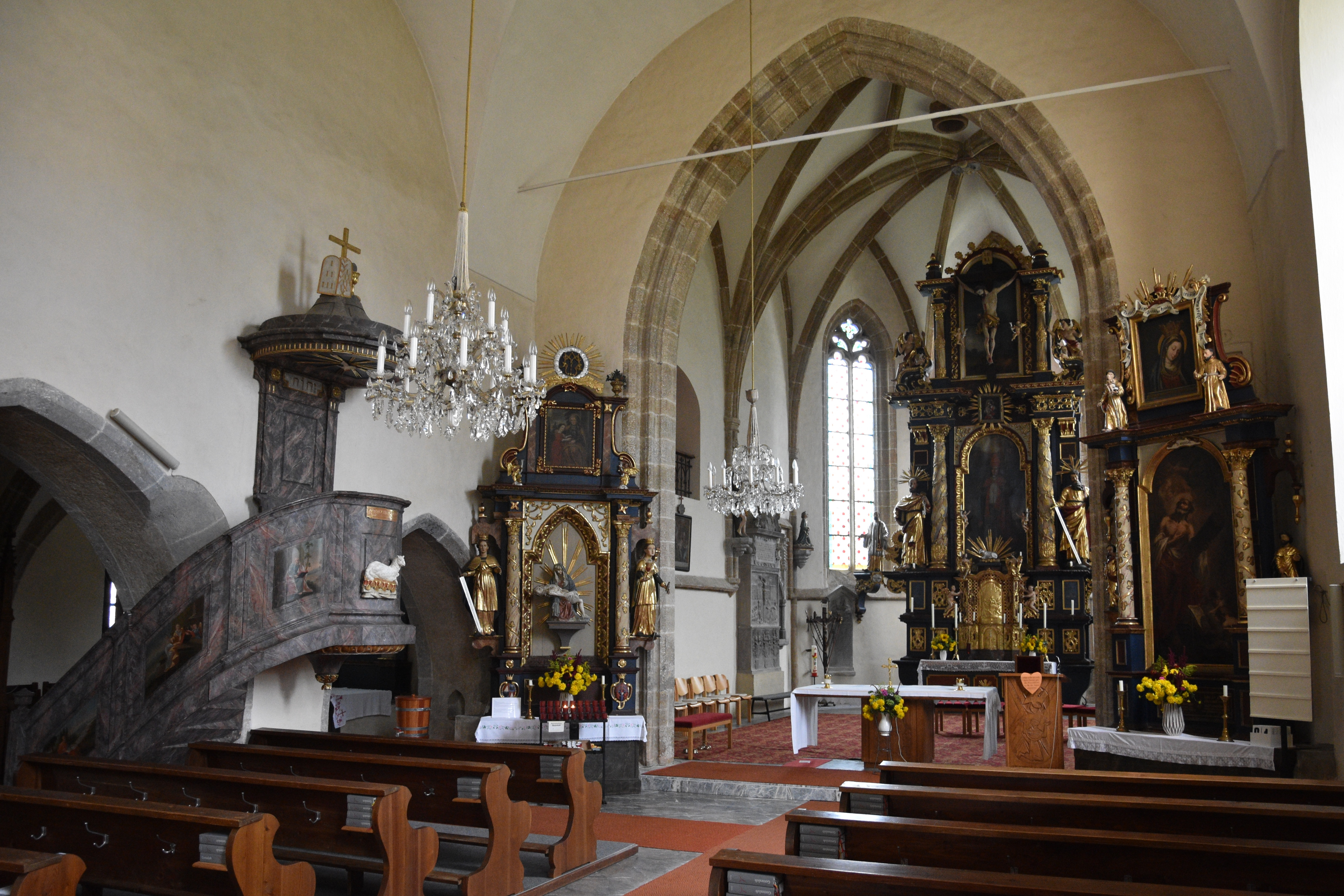
Der Innenraum der Kirche

Die Pfarrkirche Großlobming steht am nördlichen Rand des Ortes Großlobming in der Gemeinde Lobmingtal im Bezirk Murtal in der Steiermark. Die dem Heiligen Lambert von Lüttich geweihte römisch-katholische Pfarrkirche gehört zum Dekanat Knittelfeld in der Diözese Graz-Seckau. Die Kirche und der Friedhof stehen unter Denkmalschutz (Listeneintrag). 

## Geschichte
Urkundlich wurde 1066 eine Kirche genannt. Urkundlich wurde 1330 eine Pfarre genannt. 1949 wurde die Kirche außen restauriert, 1972/1973 wurde die Kirche innen restauriert.

## Architektur
Die Kirche ist von einem ummauerten Friedhof umgeben.
Der hohe einjochige Chor mit einem Fünfachtelschluss entstand um die Mitte des 15. Jahrhunderts. Der Chor hat ein Kreuzrippengewölbe mit einer Scheitelraute auf Runddiensten, die Runddienste bei der Jochtrennung mit Doppeldiensten sind reicher gestaltet. Es gibt Statuenkonsolen und runde Schlusssteine, der Schlussstein im Chorschluss zeigt die Wappen der Lobming mit Helmzier. Die zweibahnigen Maßwerkfenster mit darunter liegendem Kaffgesims haben Scheiben aus 1896. Die äußeren Strebepfeiler des Chores sind abgestrebt, das Chordach ist steil und höher als das Dach des Langhauses.

## Ausstattung
Der Hochaltar mit gedrehten Säulen und Knorpelwerkornament entstand um 1760. Das Hochaltarbild hl. Lampert nennt Johann Eisenschmidt pinxit 1850. Der Tabernakel aus dem Rokoko zeigt das Relief Christus in Emmaus.
Auf den Chorkonsolen sind Kopien gotischer Statuen als Hauptwerke des weichen Stils im Anfang des 15. Jahrhunderts, die Originale wurden in die Österreichische Galerie in Wien übertragen, ebendort auch der dazugehörige hl. Georg.
Die Orgel aus dem ersten Viertel des 19. Jahrhunderts wurde aus der Magdalenenkirche in Judenburg hierher übertragen. Glocken nennen 1677 und 1731.
Es gibt bemerkenswerte Grabsteine im Kircheninneren: Grabstein mit Wappen zu Sigmund von Saurau gestorben 1524, Grabstein mit Relief kniende Familie vor Kruzifix mit Wappen und Rollwerk zu Alban von Saurau gestorben 1579, Grabstein mit Wappen zu Franz von Saurau gestorben 1590, Grabstein mit reformatorischer Darstellung Christus auf dem Berge Tabor sowie kniende Familie vor dem Gekreuzigten zu Christoph Praunfalck gestorben 1594, Grabstein zu Saurau gestorben 1637.

## Friedhof
Das Kruzifix im Kirchhof schuf Balthasar Prandtstätter im zweiten Viertel des 18. Jahrhunderts.